# Filippo Acciaiuoli
Filippo Acciaiuoli fue un compositor, poeta y libretista italiano nacido en Roma en 1637 y fallecido en 1700.

## Biografía
Hijo de Octavio y de María Acciajuoli en su juventud mostró una prodigiosa actividad. Pasó la mitad de su vida viajando por Europa, África, Asia y América, y después se dedicó exclusivamente a la ópera. 
Fue elegido miembro de la Acadèmia degli arcadi ilustri, con el nombre de Ireneu Amasiano, y caballero de la Orden de Malta. Digno de mención es un teatrillo de títeres con 24 variaciones de escena y 124 figuras que él mismo dirigía y con la que representaba obras ante el gran duque Fernando III.
Se conservan varias óperas que escribió, tanto la música como la letra: La Dalmira placata (junto a Aurelio Aureli), Il Girello, dramma burlesco per musica, Chi e causa del suo mal, pianga se stesso, Poesia de Ovidio e musica d'Orfeo i Ulisse in fenicia. Miro Rofeatico, historiador de la sociedad de los arcades de Roma, cita en su libro, titulado Notizie istoriche degli Arcadi illustres, las obras de este autor con sus títulos.

## Homónimos
En la familia Acciaiuoli hay al menos otras dos figuras prominentes llamado Filippo: 
- Filippo Acciaiuoli, alcalde de Ferrara de 1365
- Filippo Acciaiuoli II (1700-66), cardenal.